# Cours-la-Ville
Cours-La Ville este o comună în departamentul Rhône din sud-estul Franței. În 2009 avea o populație de 3.916 de locuitori.

## Evoluția populației
| An        | 1975  | 1982  | 1990  | 1999  | 2006  | 2009  |
| --------- | ----- | ----- | ----- | ----- | ----- | ----- |
| Populație | 5.556 | 5.095 | 4.637 | 4.241 | 3.975 | 3.916 |